# Залесе-Лабендзьке
Залесе-Лабендзьке (пол. Zalesie Łabędzkie) — село в Польщі, у гміні Кобилін-Божими Високомазовецького повіту Підляського воєводства.
Населення — 101 особа (2011).
У 1975-1998 роках село належало до Ломжинського воєводства.

## Демографія
Демографічна структура станом на 31 березня 2011 року:
|          | Загалом | Допрацездатний вік | Працездатний вік | Постпрацездатний вік |
| -------- | ------- | ------------------ | ---------------- | -------------------- |
| Чоловіки | 56      | 11                 | 37               | 8                    |
| Жінки    | 45      | 6                  | 26               | 13                   |
| Разом    | 101     | 17                 | 63               | 21                   |